# Vizita Fecioarei Maria

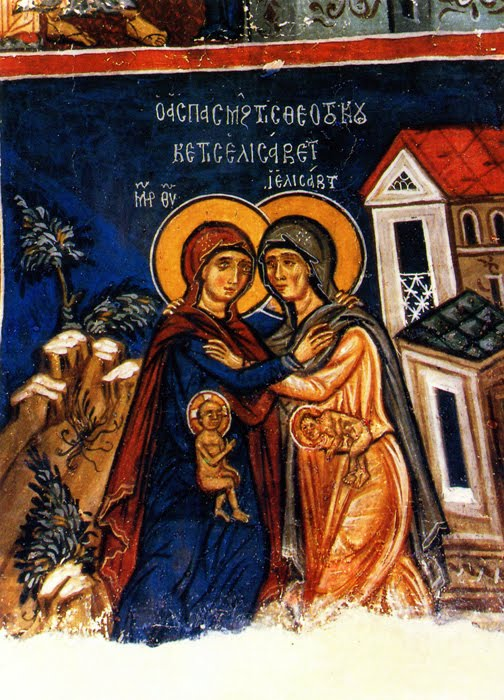
Vizita Fecioarei Maria la Elisabeta, Biserica Timios Stavros, Pelendri, Districtul Limassol, Cipru (sec. al XIV-lea)

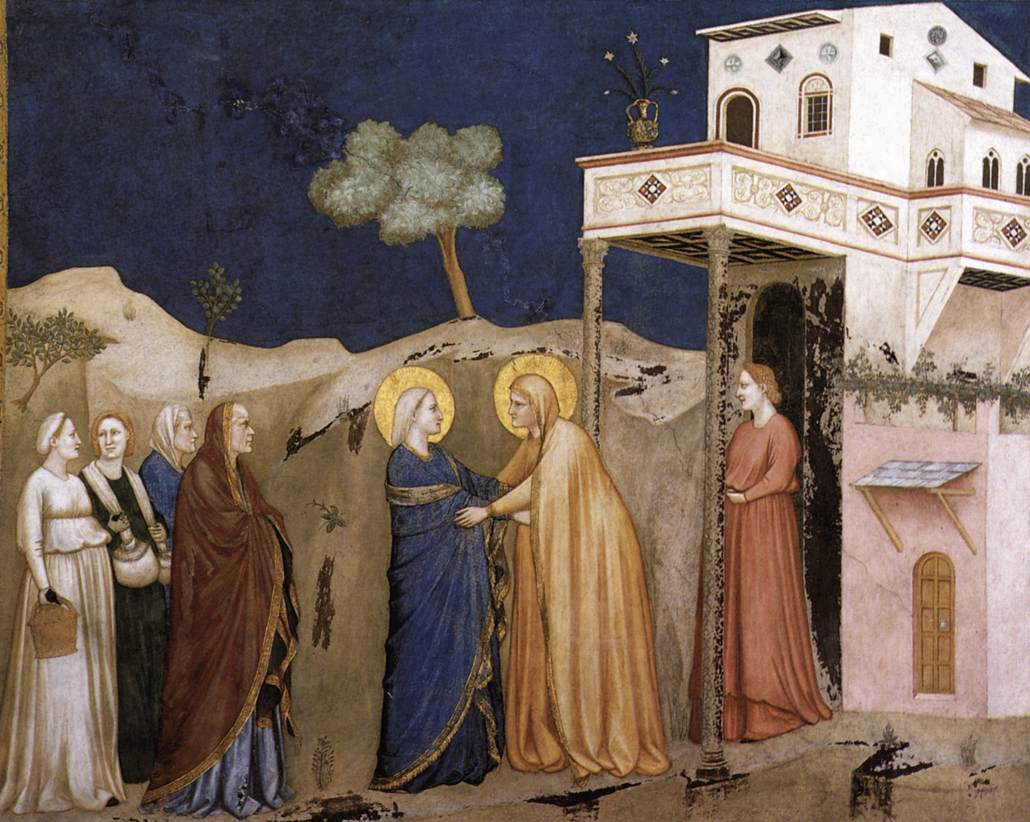
Giotto, Visitatio Mariae (sec. al XIV-lea)

Vizita Fecioarei Maria (în latină Visitatio Mariae) este o sărbătoare romano-catolică. Sărbătoarea se referă la textul din evanghelia după Luca (Lc 1 39-41) în care este descrisă întâlnirea dintre Maria din Nazaret și verișoara ei, Elisabeta.
Până la reforma calendarului din secolul al XX-lea sărbătoarea era serbată pe 2 iulie. 
În prezent data sărbătorii este 31 mai. În spațiul de limbă germană sărbătoarea este celebrată în continuare în data de 2 iulie.

## Biserici
- Biserica Mănăstirii din Șumuleu Ciuc (mijlocul secolului al XV-lea)
- Biserica romano-catolică din Terezian (mijlocul secolului al XVIII-lea)
- Mănăstirea capucină din Oradea (mijlocul secolului al XVIII-lea)
- Biserica romano-catolică din Ciclova Montană (a doua jumătate a sec. al XVIII-lea)
- Catedrala din Augsburg (secolul al X-lea)
- Catedrala din Szombathely